# Michał Stawowski
Michał Stawowski (* 11. Januar 1983 in Bydgoszcz, Polen) ist ein ehemaliger polnischer Ruderer.

## Karriere
Stawowski begann mit dem Rudersport 1995 im jungen Alter von 12 Jahren. Im Juniorenalter wurde er ab 1999 dreimal als Skuller für die Jahrgangs-Weltmeisterschaften nominiert, wobei er nie über die Teilnahme am C-Finale um Platz 13 bis 18 hinaus kam. Über den Nachwuchsbereich im Jahr 2003, als er im U23-Achter den 5. Platz bei den Weltmeisterschaften in Belgrad belegte, entwickelte sich Stawowski aber dennoch zu einem Kandidaten für die polnische Rudernationalmannschaft in der offenen Altersklasse.
Im olympischen Jahr 2004 ruderte er erstmals im offenen Achter beim Ruder-Weltcup. Zu den Olympischen Sommerspielen konnte Stawowski seinen Platz im polnischen Achter halten und mit Bogdan Zalewski, Piotr Buchalski, Rafał Hejmej, Dariusz Nowak, Wojciech Gutorski, Sebastian Kosiorek, Mikołaj Burda und Steuermann Daniel Trojanowski in Athen an den Start gehen. Die Mannschaft konnte das Finale nicht erreichen und belegte Platz 8 in der Gesamtwertung.
In den vier Jahren vor den Spielen von Peking konnte sich der polnische Achter mit Stawowski regelmäßig im A-Finale der Weltmeisterschaften platzieren. Bei den Weltmeisterschaften 2005 in Japan wurde Platz 5 belegt, im Folgejahr bei der Ruder-WM in Eton Platz 6. In München 2007 folgte ein weiterer fünfter Platz und mit der Silbermedaille bei den wiedereingeführten Europameisterschaften im heimischen Posen gelang Stawowski und dem polnischen Achter die erste Podestplatzierung. Die Qualifikation zu den Olympischen Sommerspielen 2008 in Peking gelang ebenfalls. In der Besetzung Sebastian Kosiorek, Michał Stawowski, Patryk Brzeziński, Sławomir Kruszkowski, Wojciech Gutorski, Marcin Brzeziński, Rafał Hejmej, Schlagmann Mikołaj Burda und Steuermann Daniel Trojanowski erreichte das polnische Team das Finale und belegte dort Platz 5. In ähnlicher Besetzung wurde bei den Europameisterschaften wenige Wochen später außerdem die Bronzemedaille gewonnen.
Im neuen Olympiazyklus stand ein personeller Umbruch im polnischen Achter an, Stawowski wurde dabei von jüngeren Ruderern verdrängt. Er startete 2009 noch einmal im Zweier mit Steuermann mit Dominik Kubiak und Steuermann Daniel Trojanowski beim Weltcup, konnte in dieser relativ unwichtigen Bootsklasse aber nicht überzeugen. Für die Weltmeisterschaften im eigenen Land wurde er nicht mehr berücksichtigt, so dass er seine aktive Karriere nach 10 Jahren im internationalen Rudersport beendete.
Stawowski startete für den Verein AZS Toruń. Bei einer Körperhöhe von 1,92 m betrug sein Wettkampfgewicht rund 95 kg.